# Creobroter apicalis
Creobroter apicalis (лат.) — вид богомолов рода Creobroter из семейства Hymenopodidae. Широко распространен в Южной и Юго-Восточной Азии: Индия (Андхра-Прадеш, Аруначал-Прадеш, Ассам, Карнатака, Керала, Мадхья-Прадеш, Махараштра, Манипур, Мегхалая, Одиша, Сикким, Тамилнад, Западная Бенгалия); Бангладеш; Бутан; Китай; Ява; Непал. Это пестрое насекомое среднего размера можно узнать по коническим глазам с глубокой впадиной между ними, вершине головы с шипом, «глазному» пятну в середине передних крыльев, заключающему два черных пятна. Переднеспинка ромбовидная, глубоко суженная спереди и сзади.
Длина тела до 27 мм у самцов и до 40 мм у самок. От близких видов отличается расположением «глазного» пятна в середине переднего крыла; анальная мембрана черноватая; мелкое жёлтое пятно расположено около дорсолатерального основания.